# Paine
Paine (del mapudungún: Payne ‘celeste’) es una comuna y ciudad chilena, ubicada en la provincia de Maipo, en la Región Metropolitana de Santiago, en la zona central de Chile.
Limita al noreste con la comuna de Pirque, al norte con las comunas de Buin e Isla de Maipo, al oeste con la comuna de Melipilla, al suroeste con la comuna de Alhué y al sur con la comuna de Mostazal, Región de O'Higgins.

## Etimología
Aunque la ciudad de Paine fue reconocida oficialmente solo en 1885, el territorio que hoy comprende fue ocupado por grupos étnicos originarios, en particular por picunches, en cuyo idioma, el mapudungun, payne significa "celeste".

## Historia

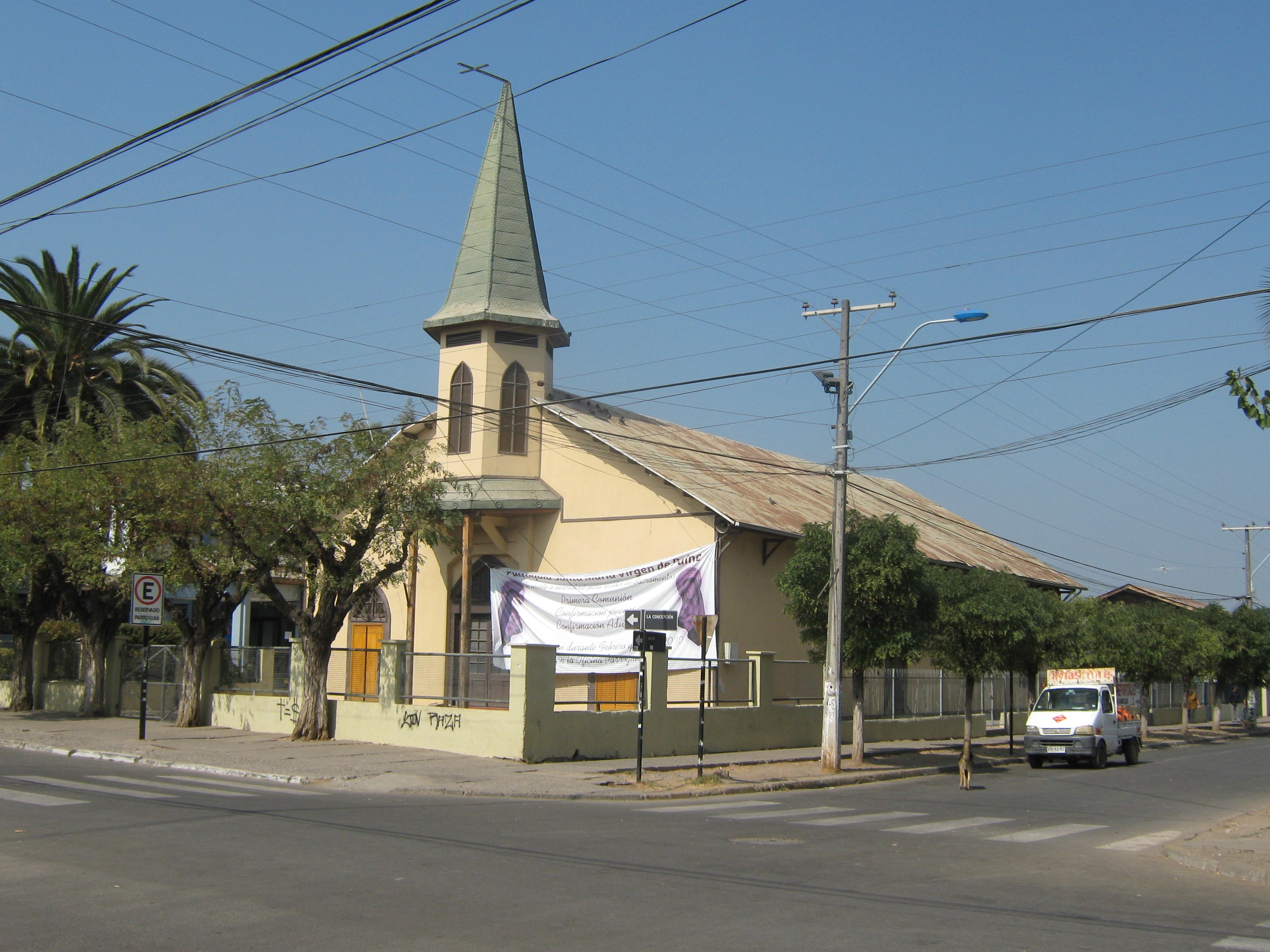
Parroquia de Santa María Virgen de Paine.

Con la llegada de los españoles, la tierra fue repartida como encomienda a diferentes conquistadores españoles, pasando de un dueño a otro a través de los años. En particular, una amplia hacienda situada en el sector perteneció a doña Paula Jaraquemada. Entonces, la voz Paine designaba una zona bastante amplia, de la cual se conservan vestigios en los nombres de algunas localidades del sector (Angostura de Paine, Valdivia de Paine, etc.).
La subdelegación de Paine, entonces perteneciente al departamento de Maipo fue creada el 2 de noviembre de 1885. Pero la sede administrativa, originalmente instalada en la localidad de Hospital, solo pasó a asentarse en la ciudad de Paine en 1900.
El geógrafo chileno Luis Risopatrón lo describe como un ‘lugarejo’ en su libro Diccionario Jeográfico de Chile en el año 1924: : 616 

Paine (Lugarejo) 33° 50' 70° 45'. Cuenta con servicio de correos i estación de ferrocarril i se encuentra en la márjen N del estero del mismo nombre, a 395 m de altitud, a 6 kilómetros al S de la estación de Linderos i a 6 km al N de la de Hospital. 63, p 249; 68, p. 155; 104, p. 34 i perfil; i 156; i aldea en 101, p. 498

El 30 de diciembre de 1927, Paine pasa a ser comuna independiente, con parte del territorio de la antigua comuna de Linderos, y parte del territorio de la (entonces) comuna de Valdivia de Paine.

## Medio ambiente

### Geomorfología y componentes abióticos

Trazado simplificado de los ecosistemas y cuerpos de agua presentes en la comuna de Paine.

La comuna de Paine se encuentra emplazada en las unidades geomorfológicas de Cordillera andina de retención crionival, Cordillera de la costa y Cuenca de Santiago; y presenta según la clasificación climática de Köppen clima mediterráneo de lluvia invernal (Csb), clima mediterráneo de lluvia invernal de altura (Csb (h)) y clima mediterráneo frío de lluvia invernal (Csc). Esta además se halla entre las cuencas hidrográficas de río Maipo y río Rapel. Además, la comuna posee diversos cuerpos de agua, entre los que se destacan la laguna de Aculeo; y río Angostura y río Maipo.

### Componentes bióticos
Dentro del territorio de la comuna se pueden hallar los siguientes ecosistemas:
- Bosque caducifolio mediterráneo costero donde predominan Nothofagus macrocarpa y Ribes punctatum (Vulnerable)
- Bosque esclerófilo mediterráneo andino donde predominan Kageneckia angustifolia y Guindilia trinervis (Vulnerable)
- Bosque esclerófilo mediterráneo andino donde predominan Quillaja saponaria y Lithrea caustica (Vulnerable)
- Bosque esclerófilo mediterráneo costero donde predominan Cryptocarya alba y Peumus boldus (Vulnerable)
- Bosque espinoso mediterráneo andino donde predominan Acacia caven y Baccharis paniculata (Vulnerable)
- Bosque espinoso mediterráneo interior donde predominan Acacia caven y Prosopis chilensis (Vulnerable)
- Matorral bajo mediterráneo andino donde predominan Chuquiraga oppositifolia y Nardophyllum lanatum (Preocupación menor)
- Matorral bajo mediterráneo andino donde predominan Laretia acaulis y Berberis empetrifolia (Preocupación menor)
- Matorral bajo mediterráneo costero donde predominan Chuquiraga oppositifolia y Mulinum spinosum (Vulnerable)

### Medidas de protección ambiental y conflictos socioambientales
Hasta 2022, la comuna de Paine cuenta con las siguientes zonas que poseen algún nivel de protección ambiental:
- Alhué (Paisaje de Conservación)[12]
- Cerros Alto Jahuel-Huelquén (Sitios ERB)[13]
- Cordón de Cantillana (Sitios Ley 19.300)[14]
- Corredor de Angostura de Paine (Sitios ERB)[15]
- Corredor Limítrofe Sur (Angostura) (Sitios ERB)[16]
- Humedal Río Maipo de Isla de Maipo (Humedal urbano)[17]
- Cordillera de la costa Norte y Cocalán (Sitios Ley 19.300)[18]
- Parque Nacional Río Clarillo (parque nacional)
- Precordillera Andina Norte (Sitios ERB)[19]
- río Clarillo (Sitios ERB)[20]
- Santuario Altos de Cantillana (Iniciativa de Conservación Privada)[21]
- Santuario de la Naturaleza El Ajial (Santuario de la Naturaleza)[22]
- Santuario de la Naturaleza Horcón de Piedra (Fundo Rinconada de Chocalán) (Santuario de la Naturaleza)[23]
- Santuario de la Naturaleza Predio Sector "Altos de Cantillana - Horcón de Piedra y Roblería Cajón de Lisboa" (Santuario de la Naturaleza)[24]

## Demografía
Su población es de 72 759 habitantes, según el censo de 2017.
Pertenecen a la comuna de Paine las siguientes localidades, pueblos o villorrios: Rangue, Aculeo, Huelquén, Pintué, Chada, Culitrín, La Parición, Abrantes, El Tránsito, La Paloma, La Trilla, El Vínculo, Liguay, El Escorial, Hospital, Champa, El Palpi, 24 de Abril, San Miguel, Colonia Kennedy, Águila Norte y Sur, Las Colonias de Paine.

## Administración

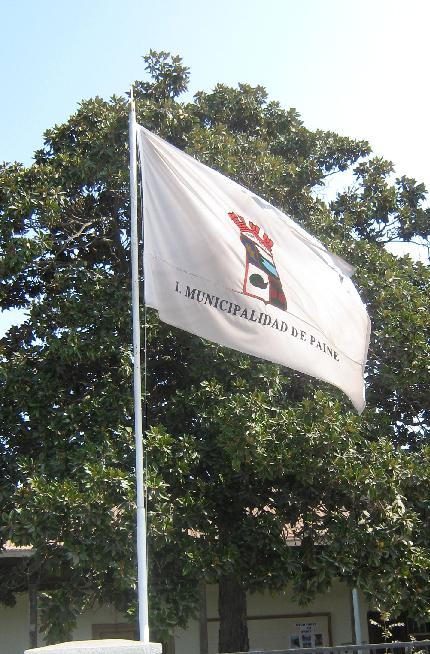
Bandera de la Municipalidad de Paine

### Municipalidad
La Ilustre Municipalidad de Paine es dirigida desde 2021 por el alcalde Rodrigo Contreras Gutiérrez (UDI). El Concejo municipal para el período 2024-2028 está conformado por:
- Esteban Calderón Salas (REP)
- Claudia Ahumada Arias (UDI)
- María Francisca Rubio Maturana (REP)
- Cecilia Altamirano Vivanco (Ind./UDI)
- Marco San Martín Zdrazil (PS)
- Fernanda González Vivanco (Ind./UDI)

### Representación parlamentaria
Paine pertenece al Distrito Electoral n.º 14 y pertenece a la 7.ª Circunscripción Senatorial (Región Metropolitana). De acuerdo a los resultados de las elecciones parlamentarias de Chile de 2021, Paine es representada en la Cámara de Diputados del Congreso Nacional por los siguientes diputados en el periodo 2022-2026:
Apruebo Dignidad (2)
- Marisela Santibáñez (PCCh)
- Camila Musante Müller (Ind/AD)

Socialismo Democrático (2)
- Raúl Leiva Carvajal (PS)
- Leonardo Soto Ferrada (PS)

Chile Vamos (1)
- Juan Antonio Coloma Álamos (UDI)

Fuera de coalición:
- Juan Irarrázaval Rossel (PRCh)

A su vez, en el Senado la representan Fabiola Campillai Rojas (Ind), Claudia Pascual (PCCh), Luciano Cruz Coke (EVOP), Manuel José Ossandon (RN) y Rojo Edwards (PRCh) en el periodo 2022-2030.

## Economía
En general, la economía de la ciudad se basa en la agricultura. La sandía de Paine es reconocida en el medio chileno por su calidad y gran tamaño. En el último tiempo se han instalado numerosas agroindustrias en el sector.
En 2018, la cantidad de empresas registradas en Paine fue de 1.590. El Índice de Complejidad Económica (ECI) en el mismo año fue de 0,86, mientras que las actividades económicas con mayor índice de Ventaja Comparativa Revelada (RCA) fueron Cultivo y Recolección de Hongos, Trufas y Savia, Producción de Jarabe de Arce y Azúcar (298,31), Elaboración de Cacao y Chocolates (150,51) y Fabricación de Tubos y Mangueras para Construcción (72,96).

### Turismo
Dentro de la comuna de Paine se situaba la Laguna de Aculeo, era uno de los principales centros de esparcimiento de los santiaguinos y la única laguna natural de la región. Existen variados camping en el sector. En su territorio se encuentran también los Altos de Cantillana, reserva natural consistente en montañas de gran altura, cuya flora y fauna son dignas de interés. Además esta comuna es lugar de tradiciones huasas.

## Cultura
Al ser de tradición fundamentalmente campesina, también se debe destacar la celebración de Fiestas Patrias a mediados de septiembre. Paine es de las pocas comunas metropolitanas que aún mantiene en algunas de sus localidades la antigua tradición de instalar ramadas; es decir, locales de expendio de comidas y bebidas típicas cubiertas por ramas de árbol. Además, se mantienen actividades criollas como competencias de rayuela, trillas y juegos tradicionales como el palo ensebado y tirar la cuerda.

### Corporación Cultural Pueblito de Champa
La agrupación cultural nace en la Localidad de Champa el año 2019 con el objetivo de fomentar las artes y la cultura en la zona rural de Paine sur poniente. Con el paso del tiempo la agrupación fue tomando renombre y haciéndose conocida en toda la provincia gracias a la calidad y esmero de su trabajo.
En la actualidad se encuentran desarrollando el proyecto de levantar un centro cultural y teatro en lo que fue la antigua escuela Elías Sánchez de Champa, la cual sufrió severos daños para el terremoto del 2010.

### Expo Paine Rural
En el mes de enero, en Paine se realizan dos tradicionales celebraciones. La primera es la Expo Paine Rural (conocida anteriormente como Fiesta de la Sandía), que reúne en más de 100 stands de expositores a los mejores productores de la zona, artesanos, cocinerías y área de gourmet. Son tres días de fiesta (viernes en la tarde, sábado y domingo de la segunda semana del mes) en los cuales se presentan al público asistente las diferentes tradiciones del campo chileno, logrando acercarlo a las actividades más populares del mundo rural.
La Expo Paine busca acercar al turista a las bellezas propias de la comuna y a sus tradiciones, que aun guardan mucho del quehacer campesino, característica muy valorable en una región fundamentalmente urbana. Además, en esta tradicional fiesta painina se realiza el concurso de la Mejor Sandía de la temporada, la cual es elegida de acuerdo a los parámetros de sabor, color, textura y dulzor por un jurado de especialistas, y que constituye uno de los puntos más álgidos de la jornada dominical de esta actividad.

### Festival de la Sandía
En segundo lugar, y una semana después de la Expo Paine Rural, se desarrolla el Festival de la Sandía , que consiste en un festival de la voz a nivel local. En él se compite en diferentes categorías (internacional, folclórico y ranchero-mexicano) en las que todo painino tiene derecho a participar, previa inscripción en su junta de vecinos con el fin de ser parte de uno de los tres festivales locales (realizados en las zonas oriente, centro y poniente de la comuna) clasificatorios para el gran Festival de la Sandía, que toma lugar usualmente viernes y sábado de la tercera semana de enero , el lugar donde se realiza tanto el festival como la expo es en el estadio municipal de dicha comuna ubicado en la avenida 18 de septiembre n.° 115.

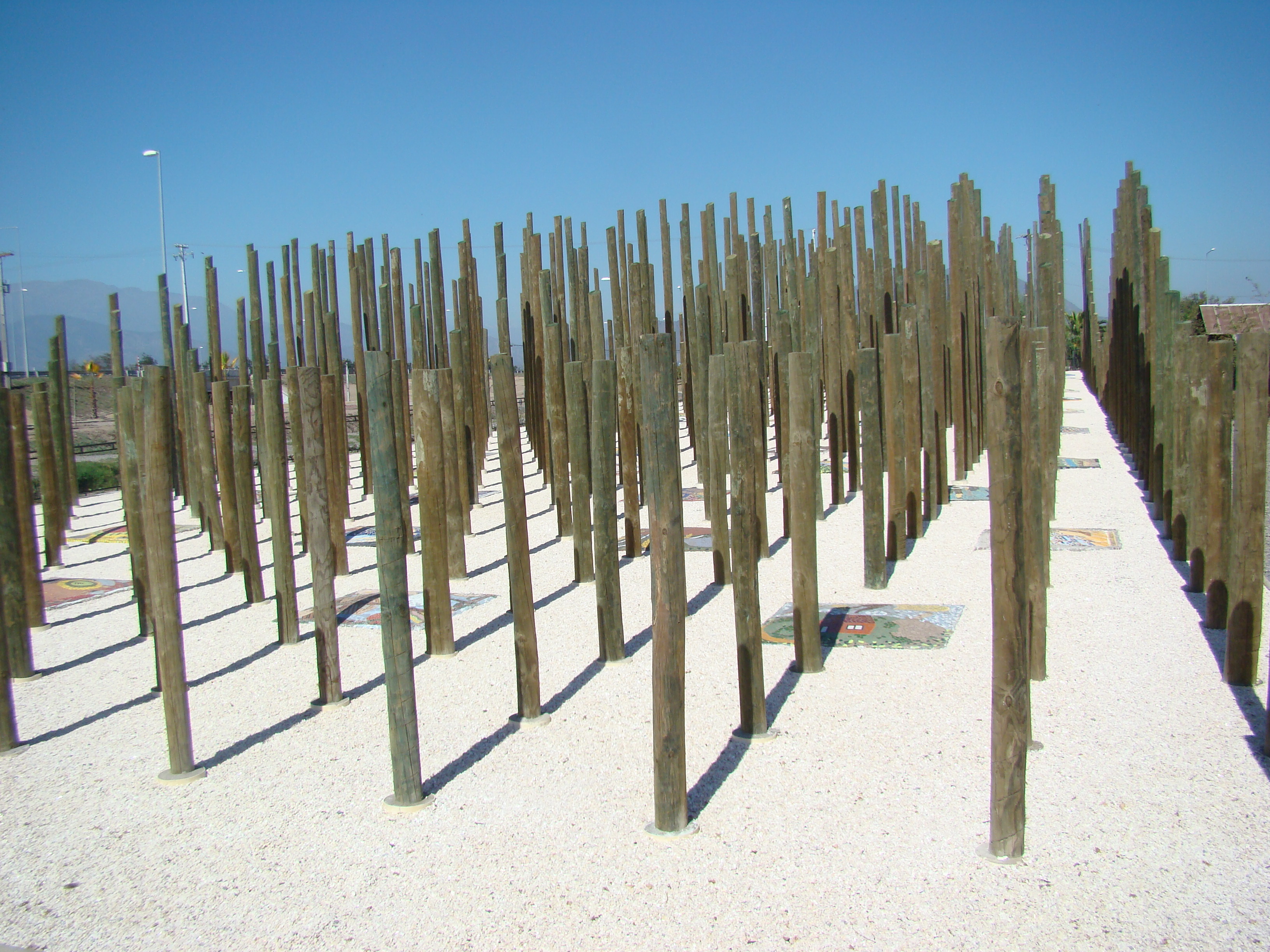
Monumento Un lugar para la Memoria.

Aparte de las competencias locales, también participan del festival grandes invitados nacionales, tales como Américo, Douglas, Los Jaivas, Los Tres, Los Bunkers, Chancho en Piedra y Joe Vasconcellos, quienes han acompañado a los artistas locales, que en muchas ocasiones ha servido de antesala al Festival de Viña del Mar.

### Monumentos
El monumento conmemorativo a los Detenidos Desaparecidos y Ejecutados de Paine es un homenaje a las setenta víctimas de las violaciones a los derechos humanos durante la dictadura militar que se impuso en Chile de 1973 a 1990. Su autora es la artista Alejandra Ruddoff. Fue inaugurado el 25 de mayo de 2008.

## Transporte
La comuna se conecta con el Norte y el centro de la zona central, a través de la Ruta 5. Mientras que con Santiago, San Bernardo, Buin, Rancagua y San Fernando, lo hace mediante el Tren Rancagua-Estación Central.

## Medios de comunicación

### Radioemisoras
FM
- 103.7 MHz - Caramelo
- 106.1 MHz - Golondrina
- 106.3 MHz - Fantasía
- 107.3 MHz - Jemima
- 107.9 MHz - La Voz de Paine